# Cleyera incornuta
Cleyera incornuta là một loài thực vật có hoa trong họ Pentaphylacaceae. Loài này được Y.C.Wu mô tả khoa học đầu tiên năm 1940.